# Lucie Burgers
Lucia Elisabeth (Lucie) Burgers ('s-Heerenberg, 15 oktober 1898 – Arnhem, 7 juni 1974) was de tweede directeur van Burgers' Dierenpark, tegenwoordig Koninklijke Burgers' Zoo .

## Biografie
Lucie Burgers werd in 1898 als jongste van drie dochters van Johan Burgers geboren. Ze huwde met advocaat Reinier van Hooff (1893-1966). In 1939 droeg Burgers het dierenpark over aan zijn dochter en schoonzoon, die hiermee de tweede generatie vormen in de geschiedenis van het dierenpark. Niet lang daarna werd het park zwaar getroffen door de Tweede Wereldoorlog, waarbij twee derde van het dierenbestand werd gedood. Daarnaast voorkwam Van Hooff een gedwongen verhuizing van de dierentuin naar de Duitse stad Hamburg. Een van de belangrijkste bijdragen die Burgers en Van Hooff hebben geleverd is het zorgen voor de wederopbouw van de dierentuin na de Tweede Wereldoorlog. In 1962 gaf het koppel de leiding van de dierentuin over aan hun zoon Antoon van Hooff. Lucie Burgers' zoon Jan van Hooff was hoogleraar ethologie en socio-ecologie.
In 1980 werd de Lucie Burgers Stichting opgericht ten bate van vergelijkend gedragsonderzoek bij dieren en deze stichting beoogt kennis over gedrag en ecologie te bevorderen.